# International District
L'International District, aussi connu sous le nom de Chinatown, est un quartier de Seattle, ville de l'État de Washington aux États-Unis.
Il est majoritairement peuplé de résidents asiatiques, dont des Sino-Américains, des Nippo-Américains, des Philippino-Américains, des Viêtnamo-Américains, des Coréano-Américains et autres Asio-Américains. La zone délimité par l'Interstate 5 à l'Est et South Lane Street à l'Ouest a été surnommée le « Little Saigon » en raison de sa forte concentration de commerces et d'entreprises vietnamiennes.
Le quartier englobe les blocks situés à l'est de Fifth Avenue South, et est délimité à l'Ouest par Boren Avenue et Rainier Avenue South, au Nord par South Dearborn Street, et au Sud par S. Main Street. Les principales artères de Chinatown sont South Jackson Street et South King Street; et l'axe routier le plus important la 12th Avenue South, qui traverse South Jackson Street.
Le Hing Hay Park, au coin de King Street et Maynard Avenue S., est un l'un des lieux les plus fréquentés du quartier.
Le Wing Luke Museum est une institution culturelle importante, comme le fut également le Nippon Kan Theatre jusqu'à sa récente fermeture.
Bruce Lee est un résident célèbre de ce quartier.